# تيفتون
تيفتون (بالإنجليزية: Tifton, Georgia)‏ هي مدينة تقع في مقاطعة تيفت بولاية جورجيا في الولايات المتحدة. تبلغ مساحة هذه المدينة 23.4 (كم²)، وترتفع عن سطح البحر 108 م، بلغ عدد سكانها 16869 نسمة في عام 2010 حسب إحصاء مكتب تعداد الولايات المتحدة.

## أعلام
- مات مور
- فرانك جونز
- جستين براونلي
- نانسي بوين
- بوب هوفمان
- غلين دبليو. بورتون

## وصلات خارجية
- http://www.tifton.net
- Cities & Counties - Georgia.gov